# ألفرد جيمس ميتشيل
ألفرد جيمس ميتشيل (بالإنجليزية: Alfred James Mitchell)‏ هو ضابط شرطة نيوزيلندي، ولد في 19 يناير 1853، وتوفي في 18 أغسطس 1928.